# Rauno Alliku
Pour les articles homonymes, voir Alliku.
Rauno Alliku, né le 2 mars 1990 à Pärnu en Estonie, est un footballeur international estonien, qui évolue au poste d'attaquant.

## Biographie

### Carrière de joueur
Rauno Alliku dispute quatre matchs en Ligue des champions, et six matchs en Ligue Europa,.

### Carrière internationale
Rauno Alliku compte huit sélections avec l'équipe d'Estonie depuis 2010. 
Il est convoqué pour la première fois par le sélectionneur national Tarmo Rüütli pour un match amical contre la Chine le 18 décembre 2010 (défaite 3-0).

## Palmarès
- Avec le Flora Tallinn
  - Champion d'Estonie en 2010, 2011, 2015 , 2017 , 2022 et 2023
  - Vainqueur de la Coupe d'Estonie en 2011, 2013 et 2016
  - Vainqueur de la Supercoupe d'Estonie en 2011, 2012 et 2014